# Honda GoldWing-serie

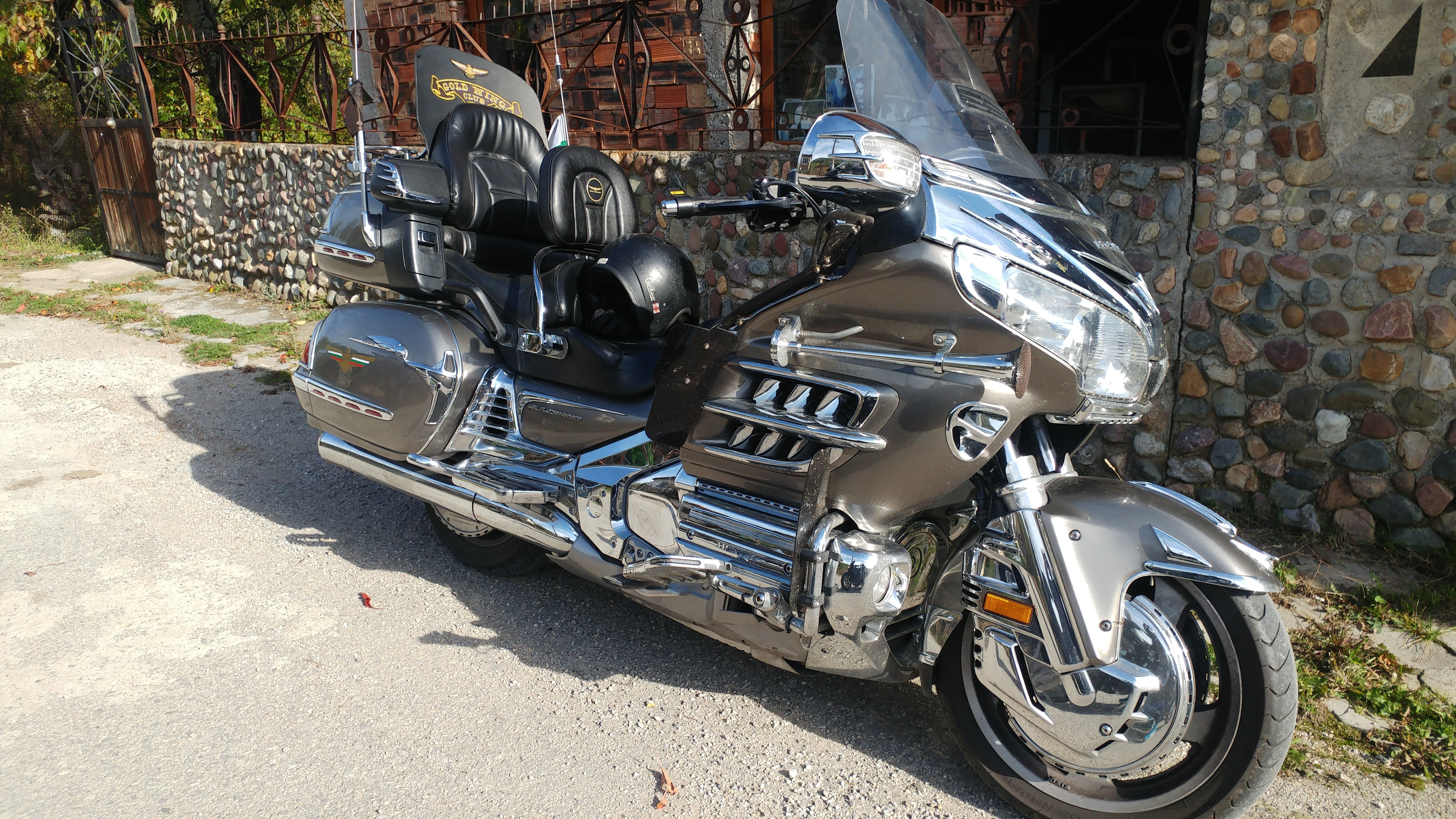
Honda Gold Wing 1800

De Honda Goldwing is een serie motorfietsmodellen van Honda die in 1975 in productie werd genomen.

## Prototype
Honda wilde met de Goldwing een zware motorfiets neerzetten, en paste daarvoor een watergekoelde vier cilinder boxermotor toe. Daarnaast werd een brandstofpomp gebruikt, en werd de brandstoftank onder het zadel geplaatst. De ruimte die tot dan toe bij motorfietsen als brandstoftank werd gebruikt, tussen het zadel en het balhoofd, bood bij de Goldwing plaats aan elektronica, luchtfilter, boordgereedschap en een expansietank van de radiator. De secundaire aandrijving werd een cardanas, en het elektrisch systeem werd in 12 volt uitgevoerd, zodat autoaccessoires konden worden gebruikt. Het prototype werd in 1974 op een motorshow in Keulen gepresenteerd.

## Overzicht productie
- 1975 - 1979: GL1000
- 1980 - 1983: GL1100
- 1984 - 1987: GL1200
- 1988 - 2000: GL1500
- 1996 - ?: F6C (Valkyrie) 1500
- 2014 - ?: F6C (Valkyrie) 1800
- 2015? - ?: F6B (Valkyrie?) 1800

## GL1000

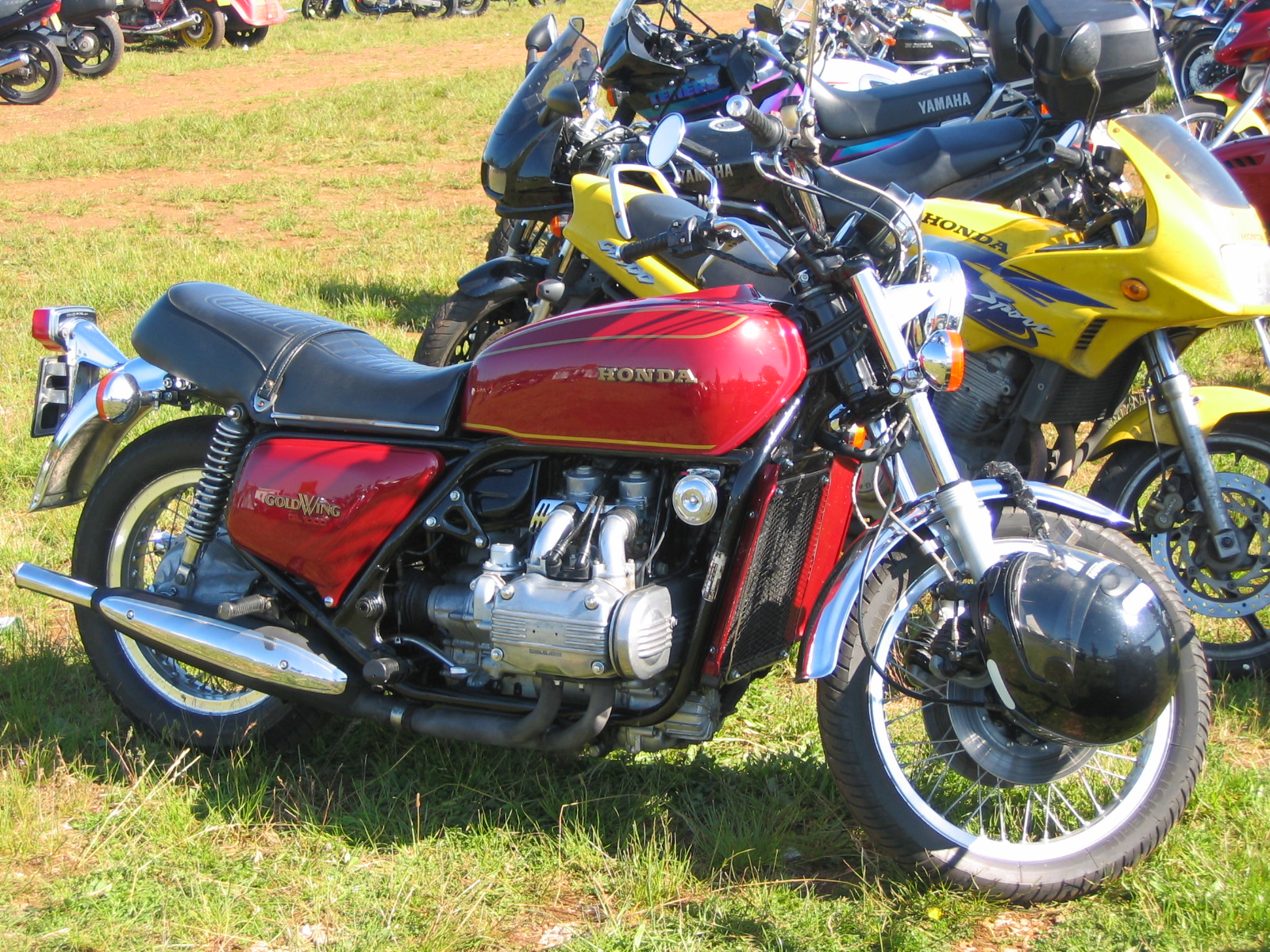
De oer-GoldWing was de GL 1000 uit 1975

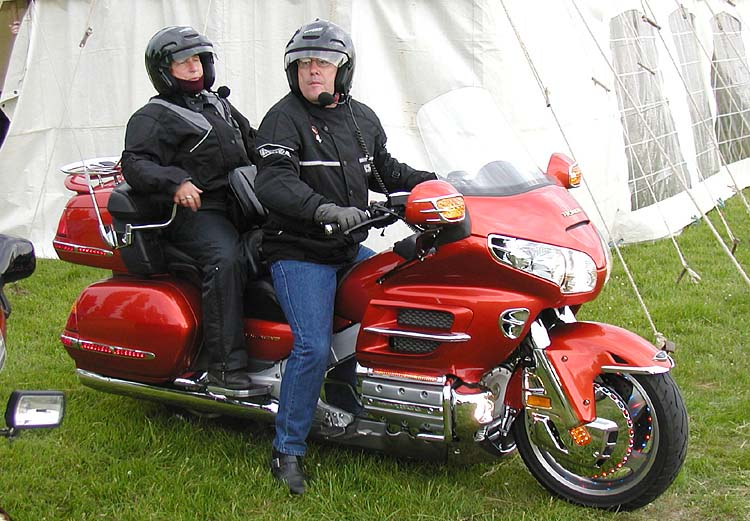
Honda Goldwing GL1800

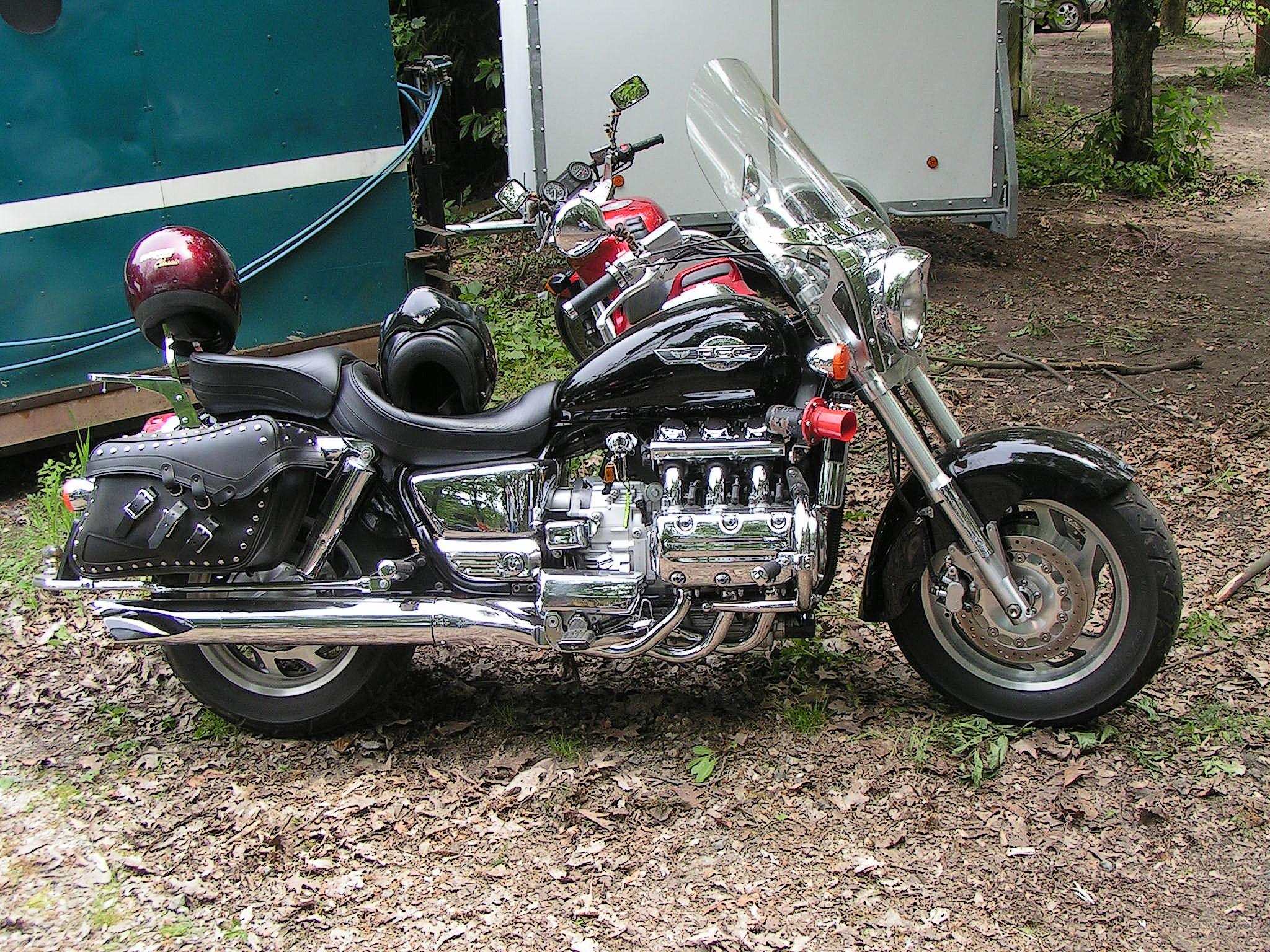
De Honda F6C Valkyrie is een van de GoldWing-familie afgeleide custom

Het eerste productiemodel van de Goldwing was de GL1000. Dit model werd geleverd vanaf 1975 tot 1979 en was een naked bike. Al snel werden door diverse leveranciers toerruiten, kuipen, koffersets en andere accessoires geleverd, waarmee veel GL1000-Goldwings werden omgebouwd tot zware toermotoren. Belangrijke leveranciers van dit soort accessoires waren het Amerikaanse Vetter met de Windjammer en het Engelse Rickman. Pas in het modeljaar 1979 kon Honda zelf bijpassende koffers leveren.
De GL1000 werd vanaf 1975 tot 1977 met een kickstarter en elektrische startmotor geleverd. Maar het was in de praktijk moeilijk om de motor met kickstarter aan de praat te krijgen wegens de relatief hoge compressie en ongustige overbrengingsverhouding, vandaar dat de kickstarter bij latere modellen verviel.

## GL1100
Vanaf 1980 tot 1983 werd de GL1100 geleverd, een model dat afgezien van een iets grotere cilinderinhoud een verbeterde vering en elektronische ontsteking bood.
In 1980 werd de Interstate uitvoering leverbaar van de Goldwing. Dit was de eerste motorfiets ter wereld die volledig als toermotorfiets aangekleed leverbaar was af fabriek. Kuip, zijkoffers en topkoffer waren standaard gemonteerd. De nog leverbare naked-bike werd vanaf dat moment de GL1100 Standard genoemd.
Omdat de Verenigde Staten de belangrijkste markt bleek voor dit type motorfietsen, verplaatste Honda in 1981 de productie van Japan naar Ohio. Een jaar later kwam de Aspencade uitvoering op de markt, gebaseerd op de Interstate, maar met meer luxe uitgevoerd. Zo was de Aspencade uitgevoerd met AM/FM radio, en veel meer chromen onderdelen. In het laatste modeljaar van de GL1100 werd een digitaal lcd-dashboard geïntroduceerd, en werd de motorfiets voorzien van een anti-duiksysteem.

## GL1200
De GL1200 werd leverbaar in 1984 tot 1987, en bracht een volledig vernieuwd motorblok, nog steeds overigens een vier cilinder watergekoelde boxer. Het frame was langer en stijver, waardoor de wegligging verbeterde. Op de Interstate en Aspencade modellen werd het kuipwerk en de beplating geïntegreerd, zodat het niet langer leek alsof de kuip achteraf was aangebracht. Het Standard model, zonder kuip en koffers beleefde in 1984 het laatste productiejaar, de vraag naar de 'kale' Goldwing was zover gezakt dat Honda de productie stopzette.
In 1985 werd de GL1200LTD leverbaar, een 'limited' uitvoering van de Aspencade met nog meer luxe: Computerised Fuel Injection (CFI), automatisch verstelbare achtervering, intercomsysteem voor rijder en passagier en een boordcomputer waren standaard op de LTD. Een jaar later werd de LTD omgedoopt tot SE-i, en werd een stereo radio met dolby ruisonderdrukking toegevoegd aan het model. Nog een jaar later werden de SE-i accessoires op de Interstate deels standaard.

## GL1500
Met de GL1500 werd een bijna geheel nieuw ontworpen motorfiets neergezet. Dit model werd geleverd vanaf 1988 tot 2000. Het viercilinderblok werd vervangen door een nieuwe zescilinder boxer met 1520 cc. De motor werd daarmee een stuk krachtiger, maar ook stiller. De nieuw ontworpen kuip en beplating droeg daar ook aan bij. Verder werd de GL1500 voorzien van een achteruitversnelling, bijna een primeur in de motorfietswereld voor de Goldwing (want alleen de Ural/Dnepr 650 modellen hadden dat in de zijspan versies).
In eerste instantie was er één model, de GL1500/6, maar toen bleek dat dit model toch voor veel kopers onbereikbaar bleek, werd ook weer een eenvoudigere versie, de Interstate, in de markt gezet. De luxere Aspencade had de uitrusting van de oorspronkelijke 1500/6.
De Goldwing 1500 SE had nog meer luxe: een radio/cassettespeler met vier luidsprekers 2× 25 watt, cruise-control, on-board compressor om de luchtondersteunde achtervering te bedienen, lcd-display waarop diverse zaken af te lezen zijn, in hoogte verstelbare treeplanken voor de passagier, spoiler met verlichting op de topkoffer en een luchtrooster in het windscherm.
De GL1500 bleef tot 2000 in productie.

## GL1800
In 2001 werd de opvolger van de GL1500 gepresenteerd. Een 1832 cc motorblok was het eerst opvallende, maar tevens bleek de GL1800 lichter te zijn dan zijn voorganger, door de toepassing van versterkt aluminium. Verder was antiblokkeersysteem (ABS) gemonteerd, gezien het vermogen van de motorfiets een noodzakelijk accessoire. De plannen voor modeljaar 2007 bevatten onder andere toepassing van een speciale airbag die Honda heeft ontwikkeld.

## Valkyrie
In 1996 was er nog een opleving voor het Standard model, met de Honda F6C Valkyrie. Deze motorfiets had hetzelfde motorblok als de GL1500, maar dan in een chopperframe. De Valkyrie is sinds 2014 leverbaar met het GL1800 blok.
Er is er ook een model F6B. De grootste verschillen met de F6C zijn de zijkoffers en het kleine scherm vooraan.